# داريل وارد
داريل وارد (بالإنجليزية: Darrell Ward)‏ هو طيار أمريكي، ولد في 13 أغسطس 1964، وتوفي في 28 أغسطس 2016 في ميسولا في الولايات المتحدة.